# Santa Fe (película)
Santa Fe (titulada: La secta del mal en Argentina y Cautivos de la secta en España) es una película estadounidense de comedia y drama de 1997, dirigida por Andrew Shea, que a su vez la escribió junto a Mark Medoff, musicalizada por Mark Governor, en la fotografía estuvo Paul Elliott y los protagonistas son Tina Majorino, Gary Cole y Sheila Kelley, entre otros. El filme fue realizado por Doradel Pictures y Millennium Films; se estrenó el 25 de junio de 1997.

## Sinopsis
Paul Thomas es un expolicía, es el único que quedó con vida en un suicidio grupal en un culto en Wyoming. Vuelve a la ciudad donde nació, Santa Fe, para rehacer su vida.